# Wurzel-Jesse-Fenster (Évreux)

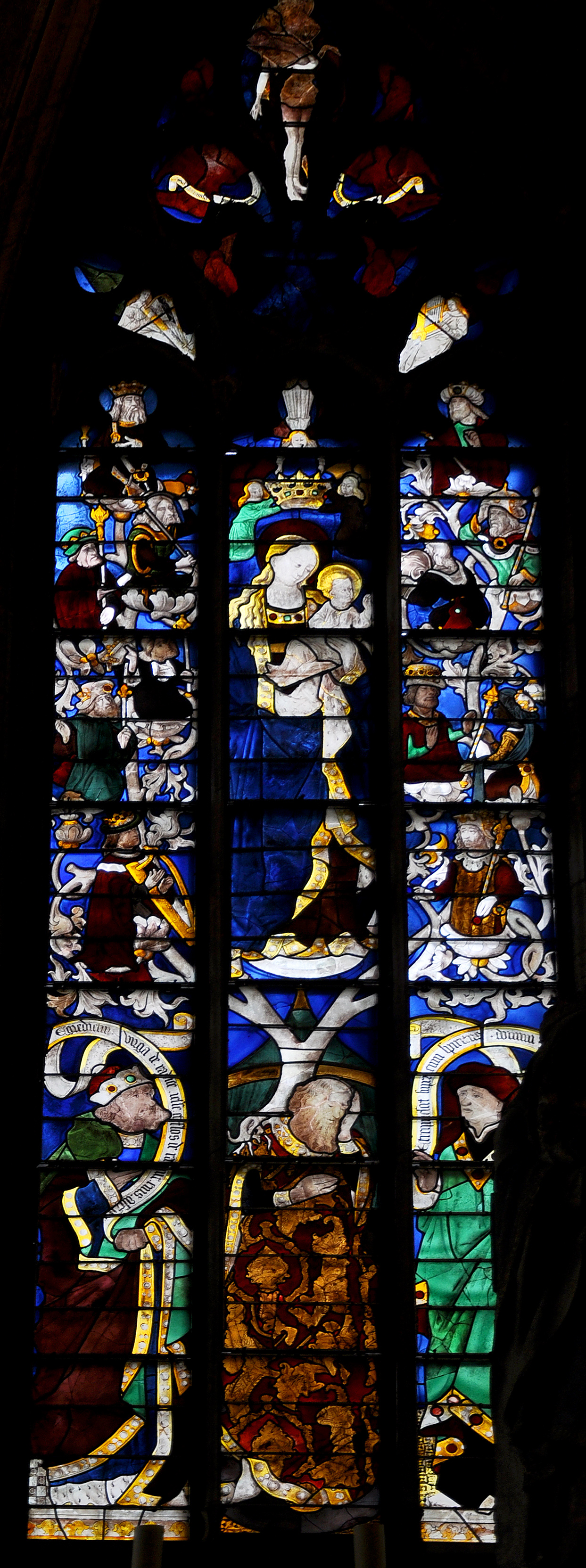
Wurzel-Jesse-Fenster in Évreux

Das Wurzel-Jesse-Fenster in der Kathedrale Notre-Dame von Évreux, einer französischen Stadt im Département Eure in der Normandie, wurde von 1467 bis 1469 geschaffen. Das Bleiglasfenster wurde 1862 als Monument historique zusammen mit dem Kirchenbau in die Liste der Baudenkmäler in Frankreich aufgenommen.
Das circa 5,80 Meter hohe und circa zwei Meter breite Fenster Nr. 0 in der zentralen Chorachse wurde von einer unbekannten Werkstatt geschaffen. Es wurde von König Ludwig XI. gestiftet. Das Fenster wurde 1897 vom Atelier Duhamel-Marette und 1999 vom Atelier Tisserand restauriert.
Die Wurzel Jesse ist ein weit verbreitetes Bildmotiv der christlichen Kunst des Mittelalters und der frühen Neuzeit. Es wird der Stammbaum Christi in Gestalt eines Baumes dargestellt, der aus der Figur Jesses herauswächst, dem Vater König Davids. Jesse wird schlafend gezeigt und als folgende Zweige des Baumes erscheinen David und weitere elf Könige Israels. Den Abschluss bildet die Darstellung Marias mit Kind, der von drei Engeln eine Krone auf das Haupt gesetzt wird. Unten in der Mitte ist Jesse zu sehen, auf dessen Schultern die Wurzeln des Baumes ruhen.
Im Maßwerk sind musizierende Engel und als oberer Abschluss ein Gnadenstuhl zu sehen.